# Bajkalovskij rajon
Il Bajkalovskij rajon (in russo Байкаловский район?) è un rajon (distretto) dell'oblast' di Sverdlovsk, in Russia. Istituito il 14 dicembre 2004, ricopre una superficie di 2 293,45 chilometri quadrati e ospita una popolazione di 14 745 abitanti. Il centro amministrativo è il villaggio di Bajkalovo.